# Miquel Brown
Miquel Brown (Montreal, 8 februari 1945) is een Canadese zangeres en actrice.
Brown werd geboren als Michael Brown, maar veranderen nog voor haar carrière de spelling van haar naam om niet te verwarren met een mannelijke songwriter (Michael Brown). Ze is het meest bekend met haar disco en soul hits "So Many Men - So Little Time" en "Close to Perfection" uit de jaren tachtig. Daarnaast was ze in 1986 tijdelijk lid van Amerikaanse popgroep The Three Degrees vanwege de afwezigheid van Helen Scott, die met zwangerschapsverlof ging. Ze speelde ook in de musical Hair de rol van Sheila en was met enkele rollen op het witte doek te zien, waaronder als verslaggeefster in films Superman en Superman II. Brown is de moeder van zangeres Sinitta.

## Discografie

### Albums
| Album met eventuele hitnotering(en) in de Nederlandse Album Top 100 | Datum van verschijnen | Datum van binnenkomst | Hoogste positie | Aantal weken | Opmerkingen |
| ------------------------------------------------------------------- | --------------------- | --------------------- | --------------- | ------------ | ----------- |
| Symphony of Love                                                    | 1978                  | -                     |                 |              |             |
| Manpower                                                            | 1983                  | -                     |                 |              |             |
| Close to Perfection                                                 | 1985                  | -                     |                 |              |             |

### Singles
| Single met eventuele hitnotering(en) in de Nederlandse Top 40 | Datum van verschijnen | Datum van binnenkomst | Hoogste positie | Aantal weken | Opmerkingen                               |
| ------------------------------------------------------------- | --------------------- | --------------------- | --------------- | ------------ | ----------------------------------------- |
| So Many Men - So Little Time                                  | 1983                  | 16-07-1983            | 11              | 6            | nr. 14 in de Single Top 100 / Alarmschijf |
| Close to Perfection                                           | 1986                  | 26-07-1986            | 13              | 7            | nr. 14 in de Single Top 100               |
| So Many Men Remix                                             | 1989                  | 15-07-1989            | tip6            | -            | nr. 42 in de Single Top 100               |

| Single met hitnotering(en) in de Vlaamse Ultratop 50 | Datum van verschijnen | Datum van binnenkomst | Hoogste positie | Aantal weken | Opmerkingen |
| ---------------------------------------------------- | --------------------- | --------------------- | --------------- | ------------ | ----------- |
| So Many Men - So Little Time                         | 1983                  | 30-07-1983            | 6               | 8            |             |
| Close to Perfection                                  | 1986                  | 23-08-1986            | 11              | 8            |             |

## Filmografie
- 1975: Rollerball
- 1975: Great Big Groovy Horse
- 1978: Superman als 8e verslaggeefster
- 1980: Superman II als verslaggeefster bij Daily Planet
- 1995: Solomon & Sheba als huisvrouw
- 1995: Frech Kiss als Sergeant Patton
- 2001: Wit als technicus 2
- 2005: An American Haunting als Chloe
- 2006: 9/11: The Twin Towers als Diane Defontes
- 2008: How to Lose Friends & Alienate People als Clayton's assistent
- 2010: Locked In als verpleegster Maya
- 2015: Woman in Gold als kapster
- 2016: Genius als Eleanor
- 2016: Fantastic Beasts and Where to Find Them als beul 2